# 351 Ірса
351 Ірса (351 Yrsa) — астероїд головного поясу, відкритий 16 грудня 1892 року Максом Вольфом у Гейдельберзі.